# Wangdü Pʽodrang (dystrykt)
Wangdü Pʽodrang (dżongkha: དབང་འདུས་ཕོ་བྲང་རྫོང་ཁག་, Wangdue Phodrang Dzongkhag, spotyka się także zapis Wangdi Phodrang) – dziewiętnasty z dwudziestu dystryktów Bhutanu. Położony w centralno-zachodniej części kraju graniczy na wschodzie z dystryktem Trongsa, na północy z dystryktem Bumtʽang i bezpośrednio z Tybetem, na zachodzie z dystryktem Punakʽa, Gasa i Thimphu, a na południu z dystryktami Daganang i Cirang. Jego stolicą jest miasto Wangdü Pʽodrang. Zajmuje powierzchnię 4046 km², w 2017 zamieszkiwało go 42 186 osób.

## Pochodzenie nazwy
Nazwa Wangdü Pʽodrang w języku dzongkha oznacza Pałac Wangdiego. Z jej pochodzeniem związana jest legenda, na podstawie której założyciel Bhutanu, mnich Ngawang Namgyal, kiedy w 1638 szukał miejsca na nowy pałac (dzong), zobaczył chłopca o imieniu Wangdi bawiącego się nad rzeką i w tym miejscu postanowił go wybudować. Wokół pałacu-twierdzy Wangdü Pʽodrang wkrótce rozrosło się miasto o tej samej nazwie.

## Podział administracyjny
Administracyjnie dystrykt Wangdü Pʽodrang dzieli się na 15 „bloków” (gewog):
| - gewog Athang, - gewog Bjena, - gewog Daga, - gewog Danchu, - gewog Gangte, | - gewog Gasetsho Gom, - gewog Gasetsho Om, - gewog Kazhi, - gewog Nahi, - gewog Nyisho, | - gewog Phangyuel, - gewog Phobji, - gewog Ruepisa, - gewog Sephu, - gewog Thedtsho. |

Wangdü Pʽodrang (dystrykt)
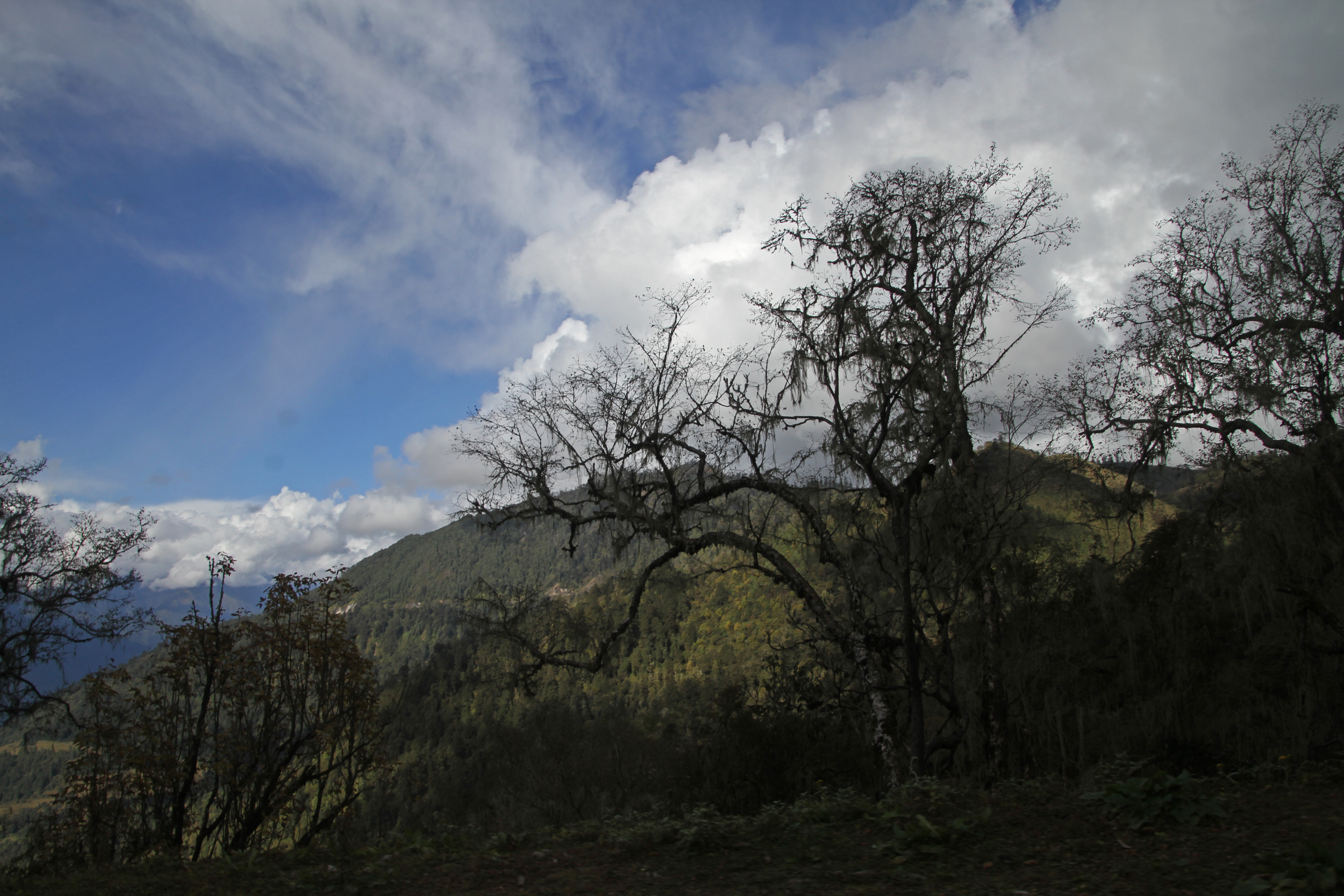
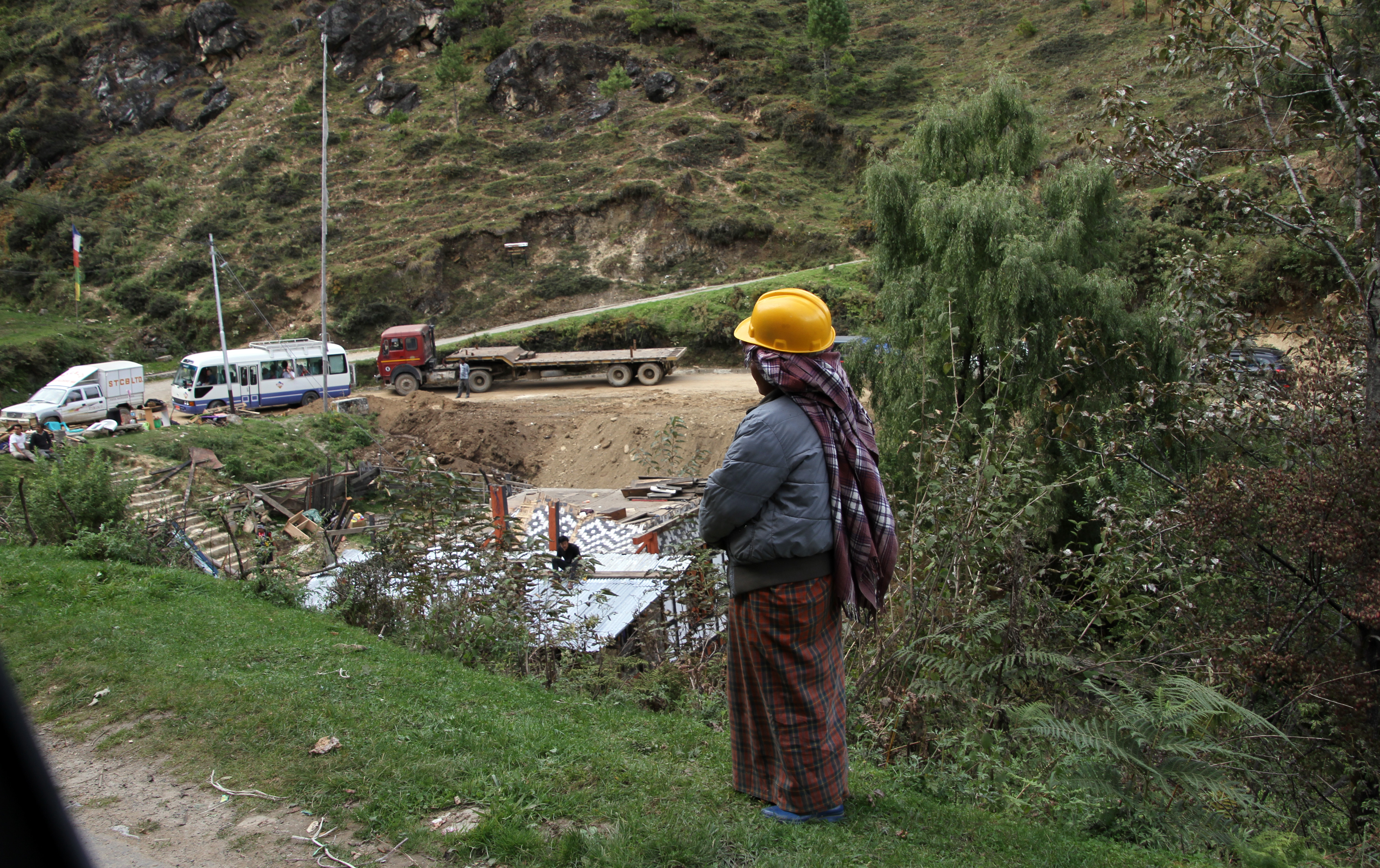
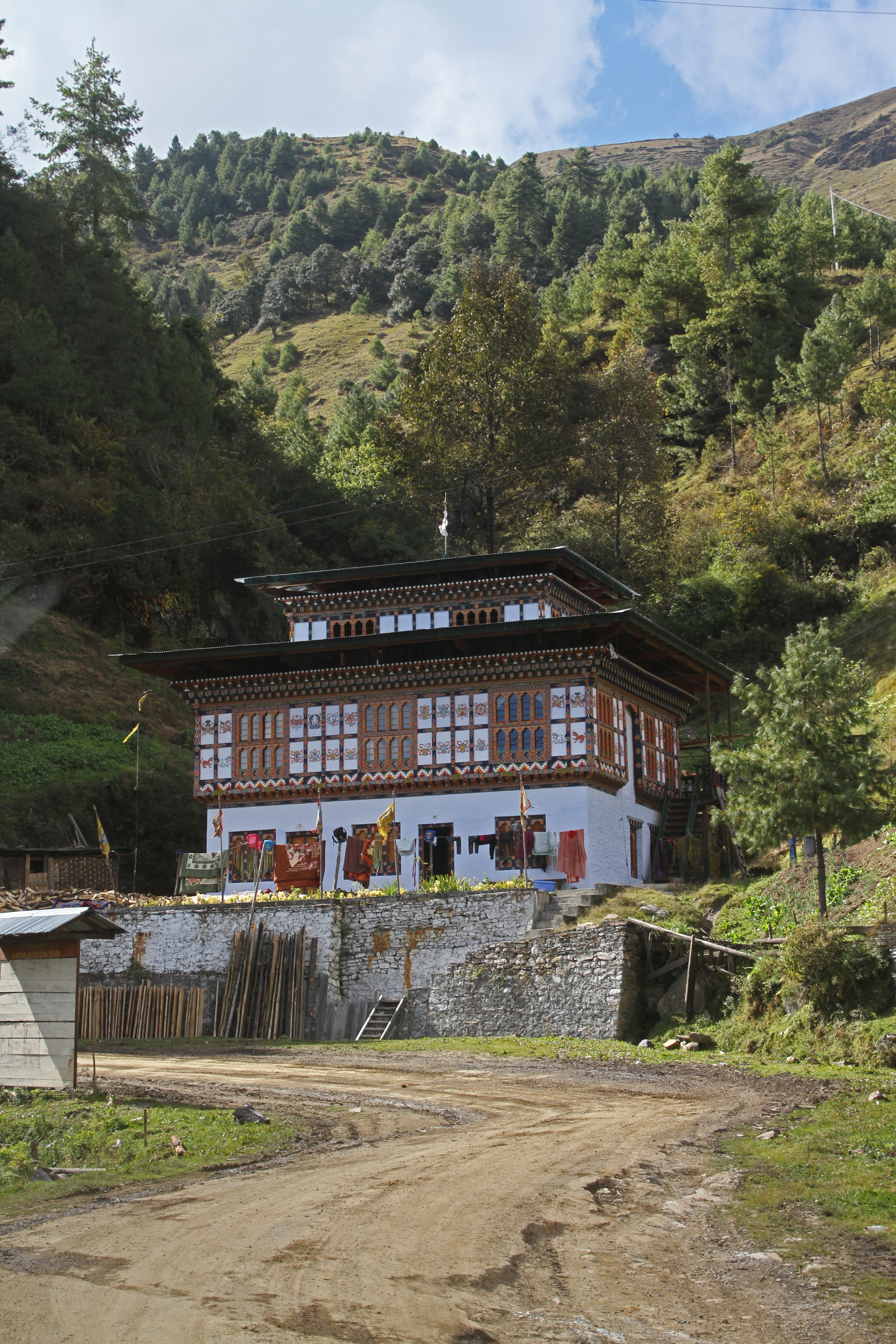
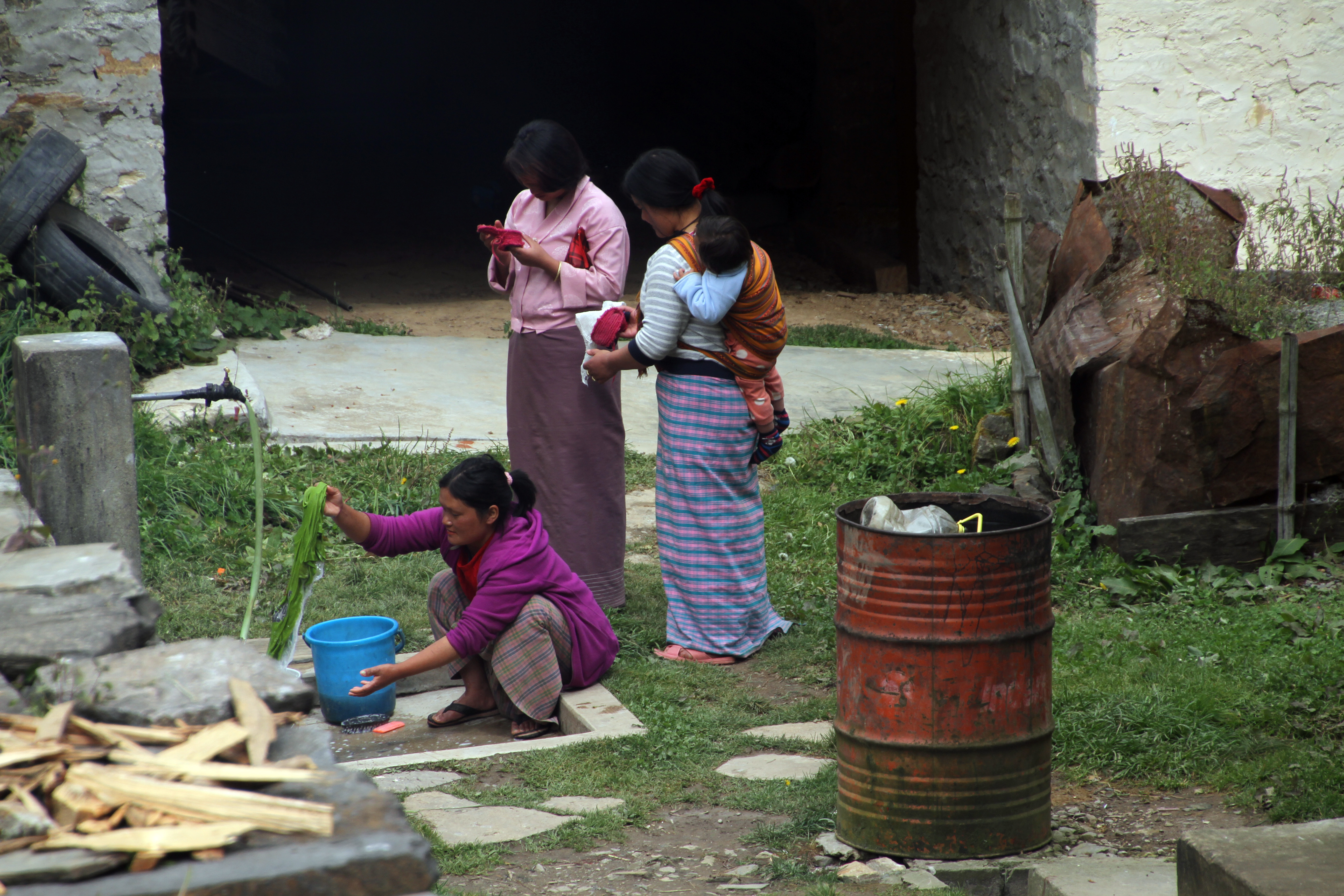
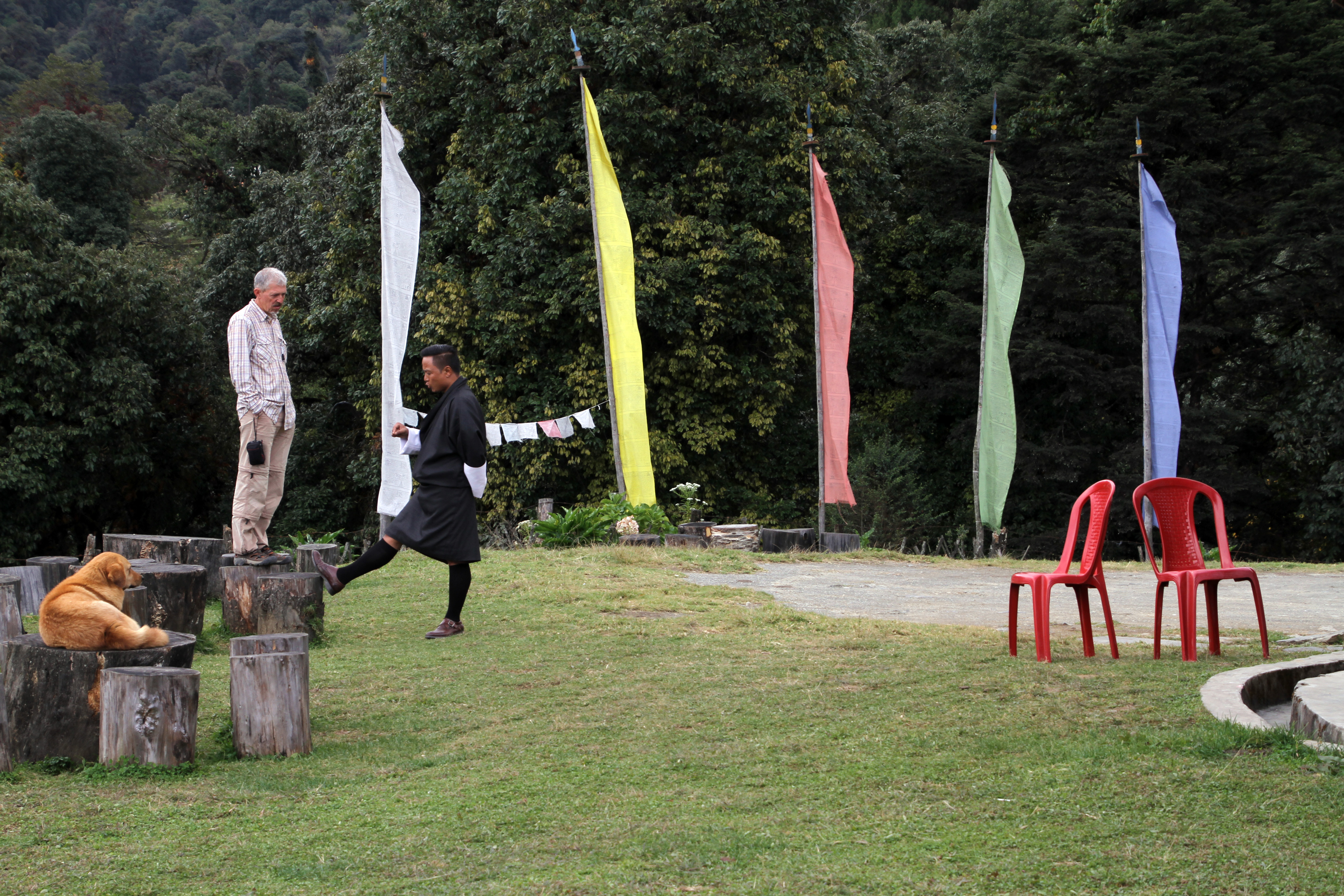
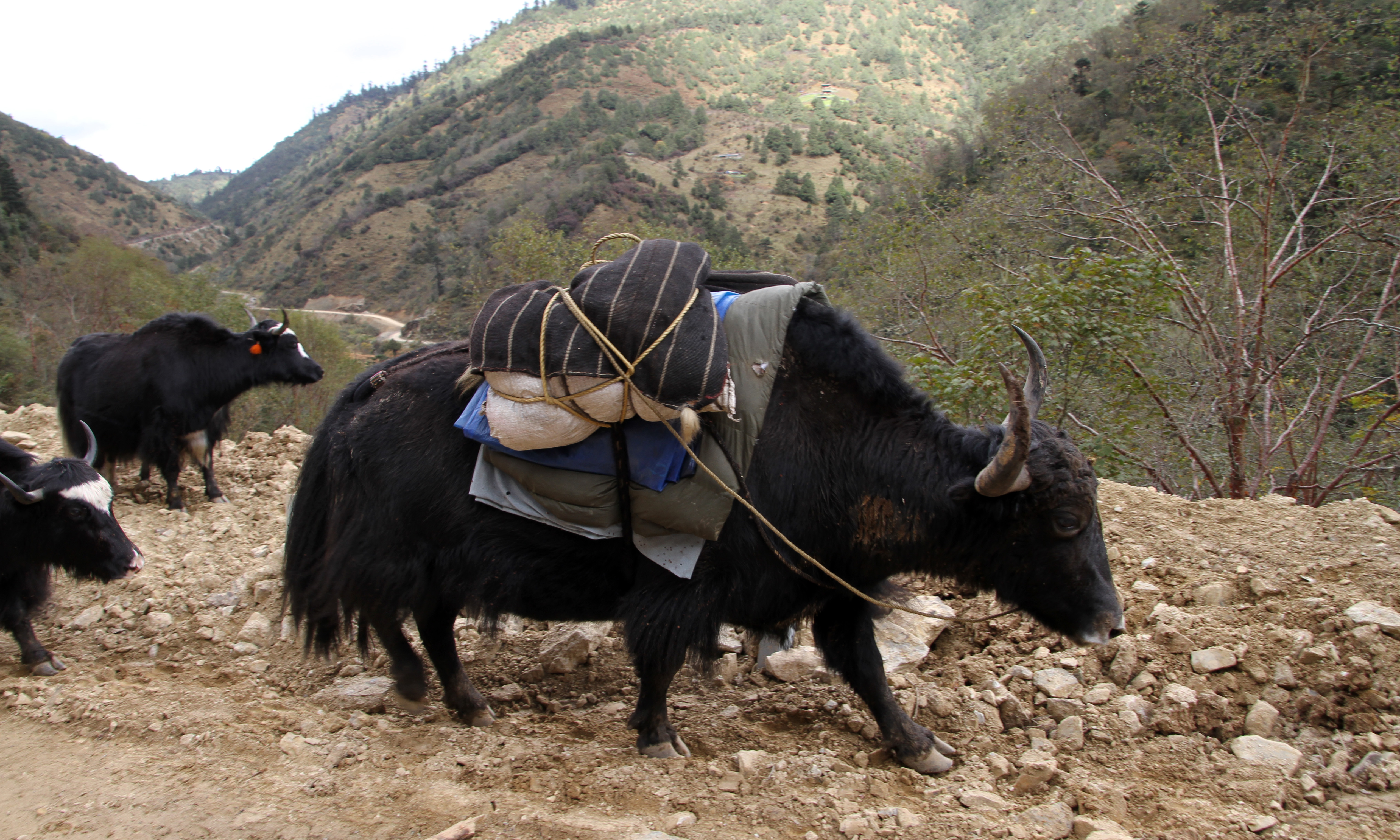